# Arugisa drucella
Arugisa drucella är en fjärilsart som beskrevs av Nye 1975. Arugisa drucella ingår i släktet Arugisa och familjen nattflyn. Inga underarter finns listade i Catalogue of Life.